# Milperra, New South Wales
Milperra este o suburbie în Sydney, Australia.